# Sellafirth

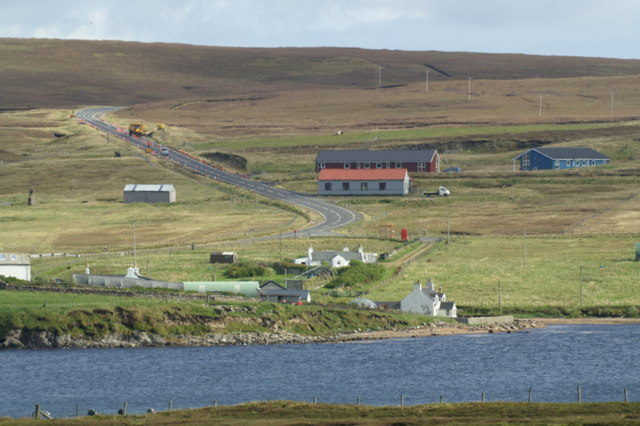
Blick auf den Ort

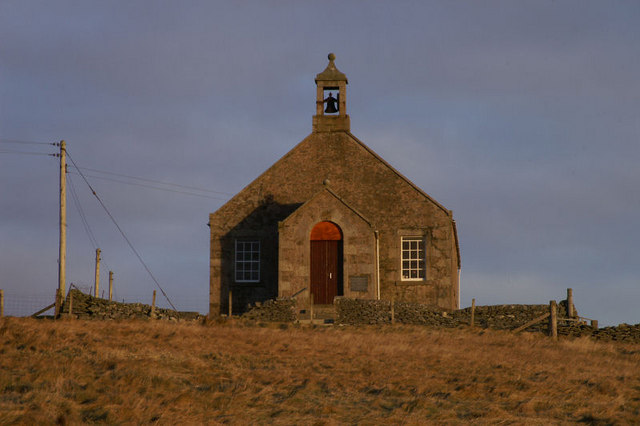
Die Kirche in Sellafirth

Sellafirth ist eine Ortschaft, die im Norden der zu Schottland zählenden Shetlands liegt.

## Geographie
Sellafirth ist eine locker strukturierte Siedlung, die am nordöstlichen Ufer der Meeresbucht Basta Voe im Osten der Insel Yell liegt. Nach Gutcher sind es drei Kilometer in nordöstlicher Richtung, weitere Ortschaften in der Nähe sind Dalsetter im Nordwesten und Colvister auf der gegenüberliegenden Seite der Basta Voe.

## Historisches
Im Rahmen der historischen Gliederung Schottlands in Civil Parishes zählt Sellafirth zu Yell. Im Ort ist die Kirche Sellafirth Kirk 1998 als Listed Building der Kategorie C unter Denkmalschutz gestellt worden.

## Verkehr
Durch Sellafirth verläuft die A968, die auf Yell Ulsta im Südwesten mit Gutcher im Nordosten verbindet.